# Peter und Paul (Band)
Peter und Paul (gelegentlich auch Peter & Paul) war ein deutsches Duo, das in der DDR Popmusik spielte. Später wurde es zum Trio Peter, Paul & Aniko.

## Bandgeschichte
Peter und Paul wurde 1978 von Peter Paulick und Thomas Friedrich gegründet. Beide Musiker sangen und spielten Gitarre. Paulick war zuvor Mitglied des Gerd Michaelis Chors gewesen und hatte anschließend mit Henry Kotowski als Peter & Cott’n Country-orientierte Musik gemacht, Friedrich kam vom Peter Holten Sextett. Das Duo war mit einer Mischung aus Popmusik, Schlagern und Chansons kommerziell erfolgreich und gab auch Konzerte im Ausland. Die meisten Texte schrieb Ingeburg Branoner. 1981 erschien das Album Peter und Paul. Paulick lernte die ungarische Sängerin Anikó Serfőző kennen. Sie war zuvor Mitglied der Band Illés gewesen und hatte 1980 beim Internationalen Schlagerfestival Dresden mit Warum bleibt man nicht immer Kind? den ersten Preis der nationalen Kategorie gewonnen. 1982 und 1983 hatte sie als Aniko die Singles In meiner Heimat und Zwei Rosen im Schnee in der DDR veröffentlicht und mit Tausendschön den ersten Platz der Schlagerstudio-Jahresbilanz belegt. Die Kompositionen stammten von Paulick. Serfőző und Paulick heirateten. Anikó Serfőző wurde 1983 Mitglied der Band, die sich nun Peter, Paul und Aniko nannte. 1985 erschien das gemeinsame Album Begegnungen. Kurz darauf zog Anikó Serfőző zurück nach Ungarn, und auch Paulick und Friedrich trennten sich.
Paulick komponierte auch für andere DDR-Musiker wie Monika Hauff und Klaus-Dieter Henkler, Uwe Jensen, Aurora Lacasa und Veronika Fischer. Er trat unter anderem mit Paul Simon und Donovan auf. Paulick komponiert weiterhin und tritt als Flamenco-Gitarrist Anjan De Contes auf.

## Diskografie

### Alben
- 1981: Peter und Paul (Amiga)
- 1985: Begegnungen (Amiga)
- 1997: The Best of Peter, Paul & Aniko (John Silver Production)
- 2008: Peter, Paul & Aniko (als Teil eines 3-CD-Albums, Amiga)

### Singles
- 1978: Du mußt nicht länger weinen / Es waren mal vier Söhne (Amiga)